# Vale de Susa
O Vale de Susa - Susa em italiano - encontra-se no parte ocidental do Piemonte, em Itália,  a Oeste de Turim.

## Geografia
O vale,  que tira o nome da localidade Susa, é atravessado pelo Dora Riparia, um rio afluente do Rio Pó.
Em 1857 iniciou-se a foragem do Túnel ferroviário do Fréjus que foi aberto à circulação em 1871, e em 1980 foi a vez de se abrir à circulação o Túnel rodoviário do Fréjus o que muito contribuiu para permitir a passagem de mercadorias e pessoas durante todo o ano, e também com evidente interesse turístico em relações à estação de Inverno e as estações de esqui.

## História
O vale foi uma passagem importante desde que havia necessidade de passar para o lado de cá dos Alpes, pelo que foi utilizado por personagens como Aníbal, Júlio César, Carlos Magno, os Lombardos, etc.
Devido aos interesses entre o Reino de França e o Condado de Saboia a fronteira passava de um lado para o outro e a situação só foi liquidada com o Tratado de Paris (1947)

## Língua
A parte baixa do Vale de Susa é Franco-provençal, tal como o Vale de Aosta, a Romandia, a Saboia, e o Lionês, e o dialeto é chamado de patoá.
A parte alta do vale é de língua provençal, mais precisamente a Bardonecchia da região do Piemonte italiano, que se traduz facilmente no nome das localidades do piemonte, como Champlas, Séguin, Beaulard, Exilles, Jouvenceaux, Mélezet,... mesmo se depois se italianizaram.

## Imagens externas

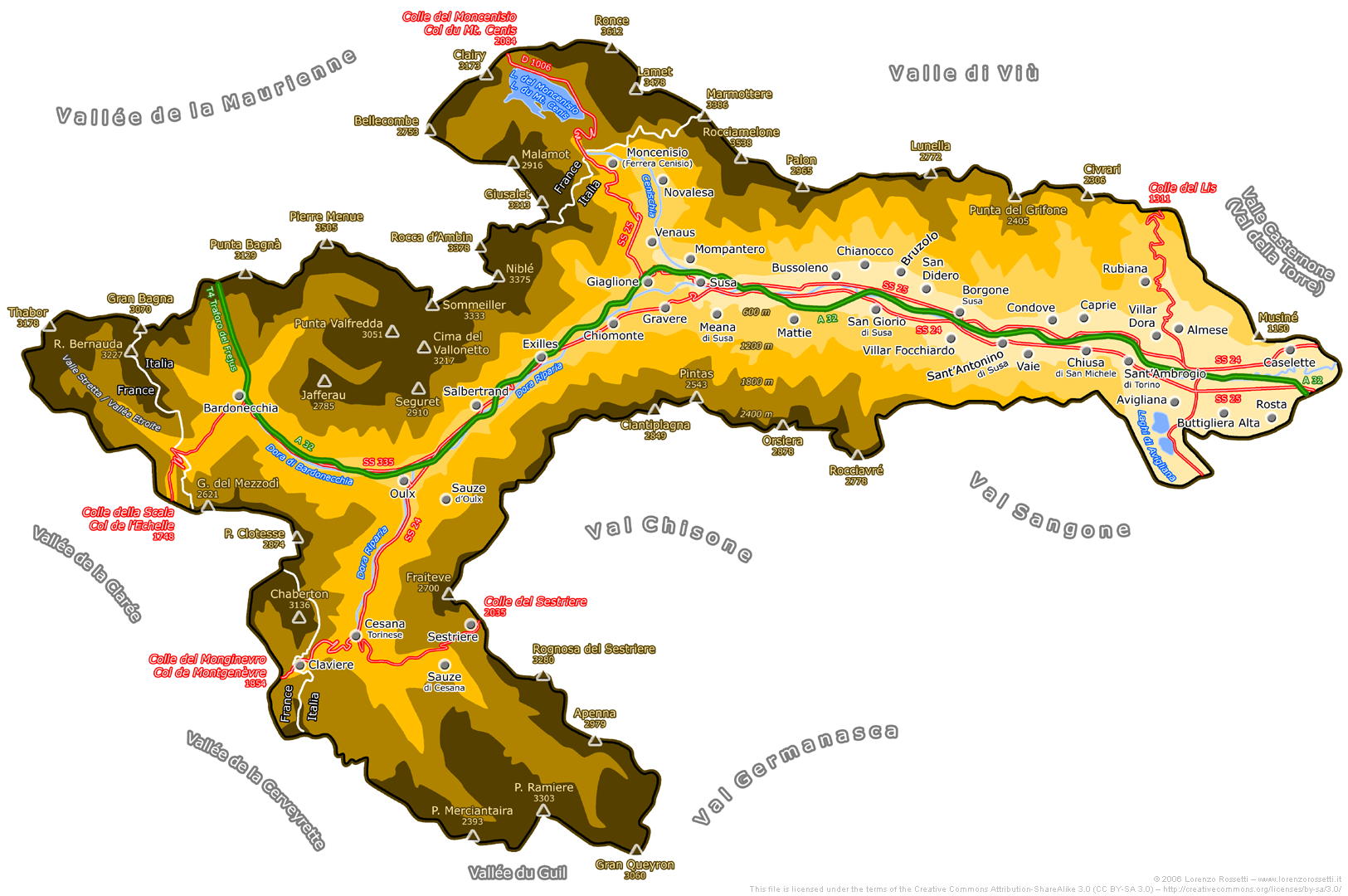
Esquema do Vale de Susa
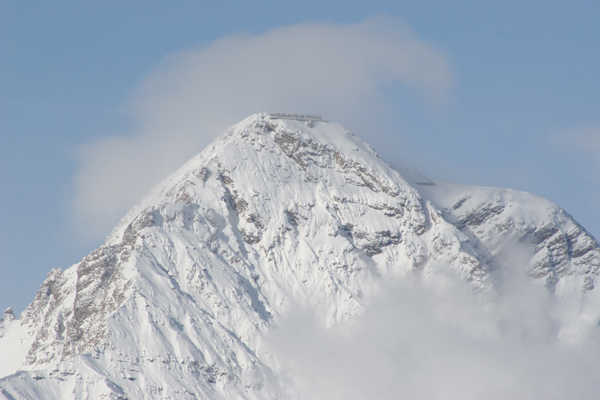
Chaberton é um dos mais altos montes do vale
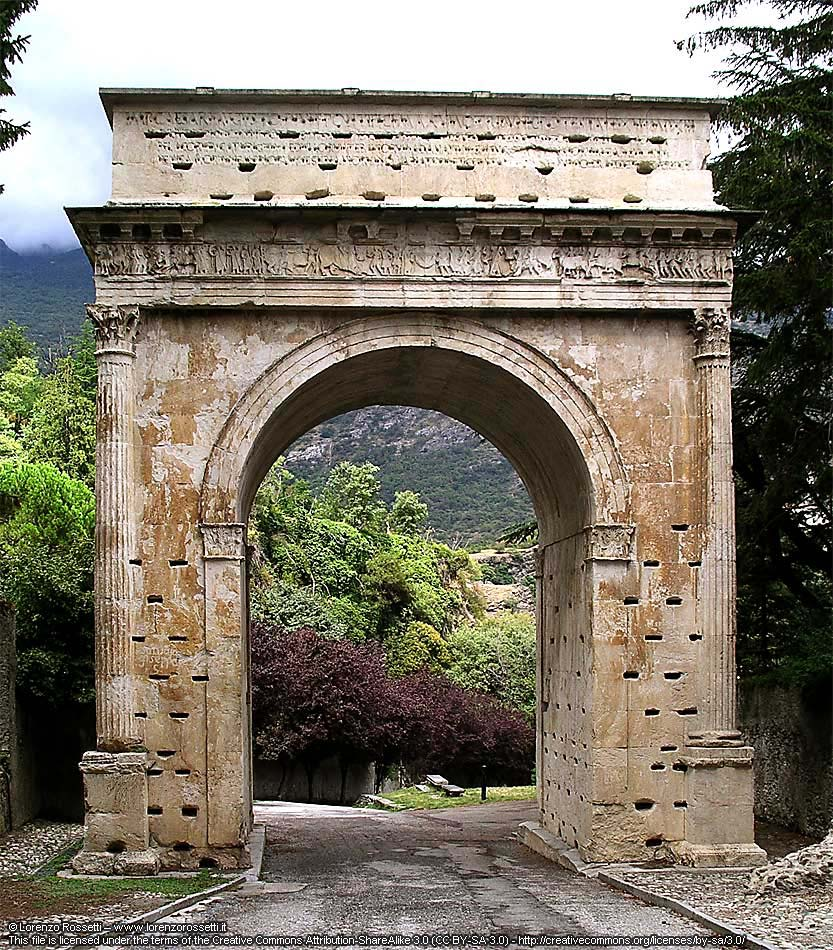
Arco Romano de Susa